# NGC 3771
NGC 3771 est une galaxie elliptique située dans la constellation de la Coupe. NGC 3771 a été découverte par l'astronome américain Francis Leavenworth en 1886.

## Caractéristiques
Sa vitesse par rapport au fond diffus cosmologique est de 6 272 ± 44 km/s, ce qui correspond à une distance de Hubble de 92,5 ± 6,5 Mpc (∼302 millions d'al). 